# Ueno Nobuhiro
Ueno Nobuhiro (sinh ngày 26 tháng 8 năm 1965) là một cầu thủ bóng đá người Nhật Bản.

## Đội tuyển bóng đá quốc gia Nhật Bản
Ueno Nobuhiro được triệu tập vào đội tuyển Nhật Bản tham dự Cúp bóng đá châu Á 1988.